# Alla ricerca della Valle Incantata 5 - L'isola misteriosa
Alla ricerca della Valle Incantata 5 - L'isola misteriosa (The Land Before Time V: The Mysterious Island) è un film d'animazione del 1997 diretto da Charles Grosvenor.
Il film, direct-to-video, è il quinto capitolo della serie Alla ricerca della Valle Incantata.

## Trama
La quinta avventura di Piedino, Tricky, Ducky, Petrie e Spike inizia una mattina in cui Piedino decide di mangiare la prima foglia a forma di stella. Tricky afferma che dovrebbe mangiarla lei essendo più grande, mentre Ducky e Petrie sostengono che tocca a loro, che sono più piccoli. Spike dà una testata all'albero per farla cadere; Petrie decide di prenderla ma viene spostato dall'impatto della testata di Spike. La foglia vola via e i ragazzi la inseguono finché non viene mangiata dal signor Coda a Clava (un Ankylosaurus).
Mentre il nonno di Piedino dice che di foglie stella ce n'è in abbondanza, si avvicina una nuvola di "mangiafoglie" sciamanti (locuste), che si avventano sulle piante riducendo la valle ad un deserto. A causa di questa devastazione, durante la notte gli adulti si radunano in consiglio per decidere se rimanere o andarsene dalla valle. Piedino e i suoi amici decidono di ascoltare: anche se si discute sulla separazione dei branchi alla fine decidono di partire tutti insieme.
Passano i giorni, ma ovunque vadano non c'è altro che il deserto. Quando trovano uno scheletro di "bocca grande" (Saurolophus), tutti si preoccupano: il nonno decide di proseguire ma il padre di Tricky mette in discussione la sua autorità e decide che ogni branco andrà per conto suo. Nella notte però Piedino decide di andare con gli altri per trovare un luogo ancora pieno di piante. Il giorno seguente trovano delle impronte sinistre e Ducky in preda al panico decide di tornare indietro. Piedino cerca di convincerla a non farlo finché non sentono l'odore dell'acqua. Seguendo l'odore raggiungono un oceano, ma provando a bere scoprono che l'acqua ha un saporaccio e alla fine si rassegnano. Spike rimane incantato alla vista di un'isola rigogliosa e insieme cercano di raggiungerla attraverso una striscia di terra emersa. Un'onda gigantesca li insegue ma riescono ad arrivare all'isola.
Nell'isola il cibo non è come nella valle ma è comunque gustoso e decidono che il luogo sarebbe perfetto anche per i grandi, ma la striscia di terra non c'è più. Nello stesso istante gli adulti arrivano alla Grande Acqua e decidono di cercare i ragazzi costeggiando la spiaggia. Sull'isola Piedino e gli altri tentano invano di attirare l'attenzione degli adulti chiamandoli; Piedino propone a Petrie di raggiungerli volando ma lui ha paura di volare sopra la Grande Acqua e anche Ducky ha paura di nuotare. A Tricky viene allora l'idea di attraversarla su un tronco, che in effetti galleggia.
Saliti sul tronco, i ragazzi sono attaccati minacciosamente dall'arrivo di quello che definiscono un "Denti Aguzzi che nuota" (Cretoxyrhina). Riescono in effetti a raggiungere una spiaggia, quella dell'isola dove si sentono dei ruggiti di Denti Aguzzi. Dopo una notte divisa tra paura e nostalgia dei genitori, al mattino l'ombra di un Denti Aguzzi appare e costringe i ragazzi a fuggire nell'interno della foresta fino a una parete rocciosa; il Denti Aguzzi però non è altri che Mordicchio, il piccolo T-Rex amico dei protagonisti apparso nel secondo film, che si propone come guida dell'isola e dice di vivere lì con i suoi genitori. Improvvisamente si sentono dei ruggiti, proprio dei genitori di Mordicchio, convinto che Piedino e gli altri possano piacere ai suoi, anche se Tricky nutre dei dubbi in proposito.
Quando arrivano i genitori di Mordicchio, Piedino e gli altri si nascondono in un cespuglio e assistono a una conversazione nella lingua dei Denti Aguzzi; Mordicchio capisce che i suoi genitori sono un pericolo per i suoi amici e decide di nasconderli. Mordicchio dice ai suoi amici che li porterà in un luogo sicuro e li rassicura che i suoi genitori sono gli unici Denti Aguzzi adulti, fino a che non appare un Giganotosaurus. Mentre raggiungono il posto, Ducky si perde e rischia di cadere in un baratro fino a che non viene catturata da uno Pterosauro predatore, dal quale poi si libera. Quindi raggiungono la destinazione, un campo di fiori puzzolenti dove il loro odore sarà nascosto. Mordicchio vorrebbe che loro restassero nell'isola, ma Piedino pensa che non riuscirebbero ad abituarsi a vivere lì, e lo ringrazia. Tricky, dimostrando di temere ancora Mordicchio, lo ferisce nei sentimenti e lo fa allontanare.
Piedino riesce a raggiungerlo e a farsi perdonare, ma la mamma di Mordicchio lo richiama dopo averlo ripreso dal "non giocare con la roba da mangiare" così si separano. Piedino si ricorda di aver lasciato una foglia stella non mangiata e raggiunge il nascondiglio, ma ha anche attirato il Denti Aguzzi Giganotosaurus, così lui e gli altri devono fuggire finché non rimangono intrappolati. Allora arriva Mordicchio che, insieme ai suoi genitori si scontra col Denti Aguzzi. Il papà di Mordicchio, ferito, alla fine fa cadere in mare il Giganotosauro che trascina con sé anche Mordicchio, che viene salvato dall'intervento di Piedino. I due sono poi portati a riva da un Elasmosaurus di nome Elsie, mentre il Denti Aguzzi viene trascinato dalla forte corrente nella Grande Acqua.
I genitori di Mordicchio hanno finalmente capito che quegli erbivori non sono cibo quindi non li mangeranno e diventano loro amici e così Piedino e gli altri si possono sentire al sicuro, ma ora vorrebbero tornare con le loro famiglie. Elsie si offre per un passaggio, e quindi, salutato Mordicchio, vanno verso l'altra riva. Qui gli adulti hanno trovato la foce di un fiume in cui c'è abbastanza cibo e quando rivedono i propri figli ritrovano un senso a tutti i loro sforzi. 
Salutata Elsie, finalmente i ragazzi possono godersi un po' di pace. In seguito alla rifioritura della valle tutti i branchi tornano alla Grande Vallata.

## Home Video
In Italia, il film è stato distribuito in VHS dalla CIC Video nel dicembre 1997.

## Doppiaggio
| Personaggio     | Doppiatore originale                          | Doppiatore italiano |
| --------------- | --------------------------------------------- | ------------------- |
| Piedino         | Brandon Lacroix Thomas Dekker (parti cantate) | Rossella Acerbo     |
| Ducky           | Aria Noelle Curzon                            | Lorenzo De Angelis  |
| Spike           | Rob Paulsen                                   | Alessio Cigliano    |
| Tricky          | Anndi McAfee                                  | Monica Vulcano      |
| Petrie          | Jeff Bennett                                  | Mino Caprio         |
| Nonno           | Kenneth Mars                                  | Dario De Grassi     |
| Nonna           | Miriam Flynn                                  | Marzia Ubaldi       |
| Madre di Ducky  | Tress MacNeille                               | Michela Alborghetti |
| Madre di Petrie | Tress MacNeille                               |                     |
| Mordicchio      | Cannon Young                                  | Ilaria Latini       |
| Elsie           | Christina Pickles                             | Liliana Jovino      |
| Padre di Tricky | John Ingle                                    | Roberto Stocchi     |
| Narratore       | John Ingle                                    |                     |